# Hymenocallis duvalensis
Hymenocallis duvalensis är en amaryllisväxtart som beskrevs av Hamilton Paul Traub och Joseph E. Laferrière. Hymenocallis duvalensis ingår i släktet Hymenocallis och familjen amaryllisväxter. Inga underarter finns listade i Catalogue of Life.